# Kyoto Sanga Football Club
Il Kyoto Sanga Football Club (京都サンガF.C.?, Kyōto Sanga Efushī), meglio noto come Kyoto Sanga F.C., è una società calcistica giapponese con sede nella città di Kyoto. Milita nella J1 League, la massima divisione del campionato giapponese.
La parola "sanga" è un termine sanscrito, traducibile come "gruppo" o "club", spesso usato per far riferimento alle congregazioni buddiste: è quindi evidente il riferimento ai numerosi templi buddisti di Kyoto.

## Storia
Il club nacque con il nome di Kyoto Shiko Club nel 1922. Si trattava di uno dei rari esempi di vera e propria società calcistica, non essendo il team aziendale di un'azienda nipponica. Nel 1993, dopo la fondazione della J. League e supportato dai finanziamenti di sponsor quali Kyocera e Nintendo, divenne un club professionistico e si iscrisse alla Japan Football League con il nome di Kyoto Purple Sanga. Il termine purple (viola, in inglese) richiama il colore simbolo della città, capitale dell'impero giapponese in età antica.
Nel 1996, il team di Kyoto ottenne la promozione in J League, massima serie nipponica, avvalendosi tra l'altro del talento dell’esperto Ruy Ramos. Da quel momento, tuttavia, ebbe inizio un periodo travagliato: il club fu retrocesso in J League 2 nel 2000, nel 2003, nel 2006 e nel 2010: nessun altro club del Sol Levante ha ottenuto tante retrocessioni nella storia della J League. 
Nel 2002, superando il Kashima Antlers per 2-1, vinse la sua prima Coppa dell'Imperatore.
Nel dicembre del 2007 la dirigenza optò per il cambio della denominazione, portandola all'attuale Kyoto Sanga. 
Nel 2021, la squadra ha ottenuto la promozione in massima serie, conquistando il secondo posto in classifica.

## Strutture
Il Kyoto Sanga disputa le gare interne al Sanga Stadium by Kyocera di Kyoto. Fino al 2019 lo stadio casalingo era stato il Takebishi Stadium.

## Allenatori
- 1993  Takeshi Takama
- 1994  Seishiro Shimatani
- 1994  Jorge Yonashiro
- 1995-1996  José Oscar Bernardi
- 1996  Jorge Yonashiro
- 1997  Pedro Rocha
- 1998  Hans Ooft
- 1998-1999  Hidehiko Shimizu
- 1999  Bunji Kimura
- 1999-2000  Shū Kamo
- 2000-2003  Gert Engels
- 2003  Bunji Kimura
- 2003  Pim Verbeek
- 2003  Bunji Kimura
- 2004  Akihiro Nishimura
- 2004-2006  Kōichi Hashiratani
- 2006-2007  Naohiko Minobe
- 2007-2010  Hisashi Katō
- 2010  Yutaka Akita
- 2011-2014  Takeshi Oki
- 2014  Valdeir Vieira
- 2014-2015  Ryōichi Kawakatsu
- 2015  Masahiro Wada
- 2015-2016  Kiyotaka Ishimaru
- 2017-2018  Takanori Nunobe
- 2018-2019  Boško Gjurovski
- 2019-2020  Ichizō Nakata
- 2020-2021  Noritada Saneyoshi
- 2021-Oggi  Cho Kwi-jae

## Palmarès

### Competizioni nazionali
- Coppa dell'Imperatore: 1

2002
- J2 League: 1

2005

### Altri piazzamenti
- Coppa dell'Imperatore:

Finalista: 2011
Semifinalista: 2024
- Coppa J. League:

Semifinalista: 2000
- Supercoppa del Giappone:

Finalista: 2003
- J2 League:

Terzo posto: 2007, 2012
€== Organico ==

### Rosa 2025
Rosa e numerazione aggiornate al 7 luglio 2025.
| N. |                          | Ruolo | Calciatore               |
| -- | ------------------------ | ----- | ------------------------ |
| 1  | Corea del Sud (bandiera) | P     | Gu Sung-yun              |
| 2  | Giappone (bandiera)      | D     | Shinnosuke Fukuda        |
| 3  | Giappone (bandiera)      | D     | Shōgo Asada              |
| 4  | Brasile (bandiera)       | D     | Patrick William          |
| 5  | Giappone (bandiera)      | D     | Hisashi Appiah Tawiah    |
| 6  | Brasile (bandiera)       | C     | João Pedro               |
| 7  | Giappone (bandiera)      | C     | Sōta Kawasaki (capitano) |
| 8  | Giappone (bandiera)      | C     | Takuji Yonemoto          |
| 9  | Brasile (bandiera)       | A     | Rafael Elias             |
| 10 | Giappone (bandiera)      | C     | Shimpei Fukuoka          |
| 11 | Brasile (bandiera)       | A     | Marco Túlio              |
| 14 | Giappone (bandiera)      | A     | Taichi Hara              |
| 15 | Giappone (bandiera)      | D     | Kōdai Nagata             |
| 16 | Giappone (bandiera)      | C     | Shōhei Takeda            |
| 18 | Giappone (bandiera)      | C     | Temma Matsuda            |
| 20 | Giappone (bandiera)      | D     | Kazunari Kita            |
| 21 | Giappone (bandiera)      | P     | Kentarō Kakoi            |
| 22 | Giappone (bandiera)      | D     | Hidehiro Sugai           |

| N. |                          | Ruolo | Calciatore       |
| -- | ------------------------ | ----- | ---------------- |
| 24 | Giappone (bandiera)      | C     | Yūta Miyamoto    |
| 25 | Brasile (bandiera)       | C     | Léo Gomes        |
| 26 | Giappone (bandiera)      | P     | Gakuji Ōta       |
| 27 | Giappone (bandiera)      | C     | Fuki Yamada      |
| 29 | Giappone (bandiera)      | A     | Masaya Okugawa   |
| 30 | Giappone (bandiera)      | D     | Rikuto Iida      |
| 31 | Giappone (bandiera)      | A     | Sōra Hiraga      |
| 36 | Giappone (bandiera)      | P     | Akira Fantini    |
| 39 | Giappone (bandiera)      | C     | Taiki Hirato     |
| 44 | Giappone (bandiera)      | C     | Kyō Satō         |
| 48 | Giappone (bandiera)      | C     | Ryūma Nakano     |
| 50 | Giappone (bandiera)      | D     | Yoshinori Suzuki |
| 51 | Corea del Sud (bandiera) | C     | Yoon Sung-jun    |
| 52 | Giappone (bandiera)      | A     | Kō Sakai         |
| 56 | Giappone (bandiera)      | P     | Atsushi Honda    |
| 77 | Brasile (bandiera)       | A     | Murilo Costa     |
| 93 | Giappone (bandiera)      | A     | Shun Nagasawa    |

### Staff tecnico
Staff tecnico aggiornato al 20 aprile 2025.
- Cho Kwi-jea - Allenatore
- Kōichi Sugiyama - Assistente tecnico
- Ryūji Ishikawa - Assistente tecnico
- Tsukasa Umesaki - Assistente tecnico
- Shūto Wakui - Assistente tecnico
- Gō Kusunoki - Analista
- Yasuhiro Tominaga - Preparatore portieri
- Hirokazu Nishigata - Preparatore fisico